# Kah-Nee-Ta
Kah-Nee-Ta High Desert Resort and Casino était un complexe hôtelier de la réserve indienne de Warm Springs, dans le comté de Jefferson, dans le centre de l'Oregon, aux États-Unis.
Il proposait un parcours de golf, un casino ainsi que diverses activités récréatives. Le resort a été fermé pour des raisons financières en 2018.